# Aulosaphes fujianensis
Aulosaphes fujianensis är en stekelart som beskrevs av Chen och He 1996. Aulosaphes fujianensis ingår i släktet Aulosaphes och familjen bracksteklar. Inga underarter finns listade.